# Þyrill
Þyrill är en bergstopp i republiken Island. Den ligger i regionen Västlandet, 40 km nordost om huvudstaden Reykjavík. Toppen på Þyrill är 393 meter över havet.
Trakten runt Þyrill är nära nog obefolkad, med mindre än två invånare per kvadratkilometer. Det finns inga samhällen i närheten. Trakten runt Þyrill består i huvudsak av gräsmarker.